# منتخب إستونيا تحت 17 سنة لكرة القدم
منتخب إستونيا تحت 17 سنة لكرة القدم  هو ممثل إستونيا الرسمي في المنافسات الدولية في كرة القدم تحت 17 سنة
.